# منطقه ۸۵ (قطر)
منطقه ۸۵ یک منطقهٔ مسکونی در قطر است که در الشحانیه (شهرداری) واقع شده‌است. منطقه ۸۵ ۴۲۳٫۲ کیلومتر مربع مساحت و ۱٬۳۰۸ نفر جمعیت دارد.